# Iglesia de Nuestra Señora de la Asunción (Lorient)
La Iglesia de Nuestra Señora de la Asunción de Lorient (en francés: église Notre-Dame-de-l'Assomption de Lorient) fue construida alrededor de 1850, se encuentra en la isla de San Bartolomé, en el barrio de Lorient. Su campanario está protegido con el título de Monumento Histórico.
La Iglesia de Nuestra Señora de la Asunción fue fundada alrededor de 1724 y, a continuación, fue quemada por piratas ; reconstruida en 1820 con la ayuda del gobernador colonial de Suecia; reconstruida por el padre Couturier en 1871 ; sacudida y agrietada por el terremoto del 4 de noviembre de 1974; restaurado (vigas, paredes , persianas ) en 1988 .
El campanario , construido en 1850, sirvió como un refugio para los marineros. La campana fue fundida en 1860 en Nantes.